# Crows
Crows (クローズ Kurōzu?) es un manga sobre delincuentes escolares y peleas callejeras escrito e ilustrado por Hiroshi Takahashi. En octubre de 2007 se habían vendido más de 32 millones de copias en todo el mundo. Está editado en España por ECC desde mayo de 2014, y la traducción corre a cargo de Eulalia Dolz Pérez.
Diversas adaptaciones a otros medios han surgido a partir del manga; La primera de todas fue al anime en 1994, en forma de dos OVAs por Knack Productions. Más tarde fue adaptada en tres películas de acción real, que servirían de precuela de la historia original del manga: Crows Zero en 2007, Crows Zero II en 2009 (ambas dirigidas por Takashi Miike), y Crows Explode (dirigida por Toshiaki Toyoda) en 2014. Las primeras dos películas han sido adaptadas a manga por el propio Takahashi, pero, esta vez, dibujadas por Ken'ichirō Naitō y Tetsuhiro Hirakawa, bajo el nombre de Crows Zero y Crows Zero II: Suzuran x Housen respectivamente.
Además de los mangas de Crows Zero, la obra original ha dado lugar a numerosos mangas situados en el mismo universo, la mayoría escritos y dibujados también por Takahashi, como por ejemplo Worst y Sono Go no Crows, situados cronológicamente después de Crows, o Crows Gaiden, que se centra en el pasado de varios personajes de Crows.

## Argumento
Crows versa sobre la violencia imperante en el instituto masculino Suzuran, también conocido como instituto de los cuervos: un auténtico vivero de futuros miembros de la yakuza, a los que se tendrá que enfrentar el recién llegado Harumichi Bouya. A lo largo de la obra, el protagonista, Harumichi, se irá enfrentando a las bandas de criminales y matones juveniles que campan a sus anchas en dicho centro. Más adelante, las peleas se extienden no solo a los institutos próximos a Suzuran, sino a toda la zona en la que tiene lugar la trama.

## Personajes
Harumichi Bouya (坊屋 春道 Bōya Harumichi?)
Seiyuu: Hidenari Ugaki/Takeshi Kusao
Es el nuevo estudiante de Suzuran, de pelo rubio, despreocupado y muy hábil en la lucha. En esencia Harumichi Bouya es un lobo solitario que es tímido, pero que siempre ayuda a sus amigos. Cuando no está peleando se dedica a perseguir faldas, dormir y soñar con chicas, beber leche (lo que le produce una intensa diarrea) y divertirse con sus amigos.
Hiromi Kirishima (桐島 ヒロミ Kirishima Hiromi?)
Seiyuu: Toshiyuki Morikawa
Actor: Shunsuke Daitō
Parte del trío Ebidzuka, quienes forman la facción anti-Bandoh en Suzuran. Parece ser algo más inteligente que el estudiante promedio de Suzuran. A menudo es al que se le ocurren los planes y le gusta psicoanalizar a los demás.
Toshiaki Honjou (本城 俊明 Honjō Toshiaki?)
Seiyuu: Kōji Tsujitani
Actor: Ryō Hajidzume
Alumno de segundo en Suzuran y parte del trío Ebidzuka. Sus amigos le llaman "Pon". Siempre lleva una mascarilla.
Makoto Sugihara (杉原 誠 Sugihara Makoto?)
Seiyuu: Jūrōta Kosugi
Actor: Yū Koyanagi
Alumno de segundo en Suzuran y parte del trío Ebidzuka. Sus amigos le llaman "Mako". Siempre lleva gafas de sol. Casi nunca habla, pero Harumichi suele hacerle enfadar y entonces se vuelve bastante hablador. Es un apasionado de la trilogía de El Padrino.
Yasuo Yasuda (安田 泰男 Yasuda Yasuo?)
Seiyuu: Kappei Yamaguchi/Ryūhei Nakao
Alumno de primero en Suzuran. Es la primera persona que Harumichi conoce en Suzuran. Harumichi lo defiende de los esbirros de Bandoh que se metían con él (solo para que le presentara a su hermana). Cuando proclaman a Harumichi líder de Suzuran, él se convierte en el segundo al mando. No sirve para luchar.
Hideto Bandoh (阪東 秀人 Bandō Hideto?)
Seiyuu: Kazuki Yao/Keiji Hirai
Actor: Dai Watanabe
Alumno de tercero en Suzuran. A la llegada de Harumichi, es el líder de la banda más poderosa de Suzuran, así como el que corta el bacalao en el instituto. También es uno de los cuatro lugartenientes del Frente Armado.
Rindaman (リンダマン Rindaman?)
Seiyuu: Akio Ōtsuka/Takahiro Fujimoto
Actor: Motoki Fukami
Alumno de tercero en Suzuran. Es una persona increíblemente grande (suele ser una cabeza más alto que todos sus compañeros) y es temido por todos. Se dice que es el más fuerte de Suzuran y corren rumores de que mató a su padre. No pertenece a ningún bando en el instituto y suele faltar bastante a clase por trabajar. Aunque es conocido por ser taciturno y distante, Harumichi saca un lado suyo más emocional, desarrollando con él una relación de rivalidad. Su verdadero nombre es Megumi Hayashida.
Osamu Furukawa (古川 修 Furukawa Osamu?)
Seiyuu: Ryōtarō Okiayu
Alumno de segundo en la comercial Takiya y "hermano de sangre" de Harumichi. Más conocido como "Bulldog". Se le considera el jefe más fuerte en la historia del instituto, todos le respetan y le son leales... Pero se le dan fatal las mujeres.
Saburo Hanazawa (花澤 三郎 Hanazawa Saburō?)
Seiyuu: Hideo Ishikawa
Uno de los nuevos alumnos de primero en Suzuran. Más conocido como "Zetton". Es tranquilo, extravagante y realmente no se comporta como un delincuente. Conoce a Harumichi desde la escuela media, donde se ganó su apodo tras noquear de un cabezazo a un profesor de educación física al que apodaban Ultraman después de que este lo acusara injustamente delante de todo el centro.

## Videojuegos
En 1997 la compañía Athena, lanza para la consola Sega Saturn "Crows - The Battle Action For Sega Saturn" a un precio de lanzamiento de 5800 yenes, con únicamente el escaso lanzamiento al mercado de 5000 copias y exclusivamente para Japón, haciendo de este título bastante escaso y hoy en día uno de los juegos caros del catálogo. El juego es un Beat em up donde podemos controlar a Harumichi, Bitoh, Ryushin y Rindaman, con personajes Super Deformed, sprites bien definidos, un buen control, el mismo cuenta con el armador de combos antes de comenzar el juego, algo muy interesante, sin contar que es un Beat em up que hace que utilicemos todos los botones de nuestro mando.
También ha sido anunciado para 2015 un videojuego por Bandai Namco Games para PlayStation Vita y PlayStation 4 titulado Crows: Burning Edge.
- Datos: Q3005474